# Nissar Hussain Khan
Nis(s)ar Hus(s)ain Khan (* 1909; † 1993) war ein indischer Sänger und Vertreter der Rampur-Sahaswan Gharana.

## Leben
Nissar Hussain Khan wurde von seinem Großvater Haidar Khan und seinem Vater Fida Hussain Khan unterrichtet. Er wurde ein Meister des klassischen Tarana-Gesanges und war Hofsänger des Maharaja Siyajirao Gaikwad III. von Baroda. Er trat häufig bei All India Radio auf und machte ab 1938 Aufnahmen für His Master’s Voice. Als Lehrer wirkte er an der Sangeet Natak Akademi. Sein bekanntester Schüler war sein Neffe Rashid Khan. 1970 wurde er mit dem Padma Bhushan ausgezeichnet.